# Levanne
Le Levanne sono un gruppo montuoso delle Alpi Graie, situato sul confine tra l'Italia e la Francia, tra le località di Groscavallo, Ceresole Reale e Bonneval-sur-Arc.

## Etimologia
Il nome di Levanne è stato probabilmente dato dai pastori savoiardi e richiama il sorgere del Sole, che visto dalle valli della Savoia comincia la sua ascensione nel cielo proprio in corrispondenza del gruppo.

## Caratteristiche

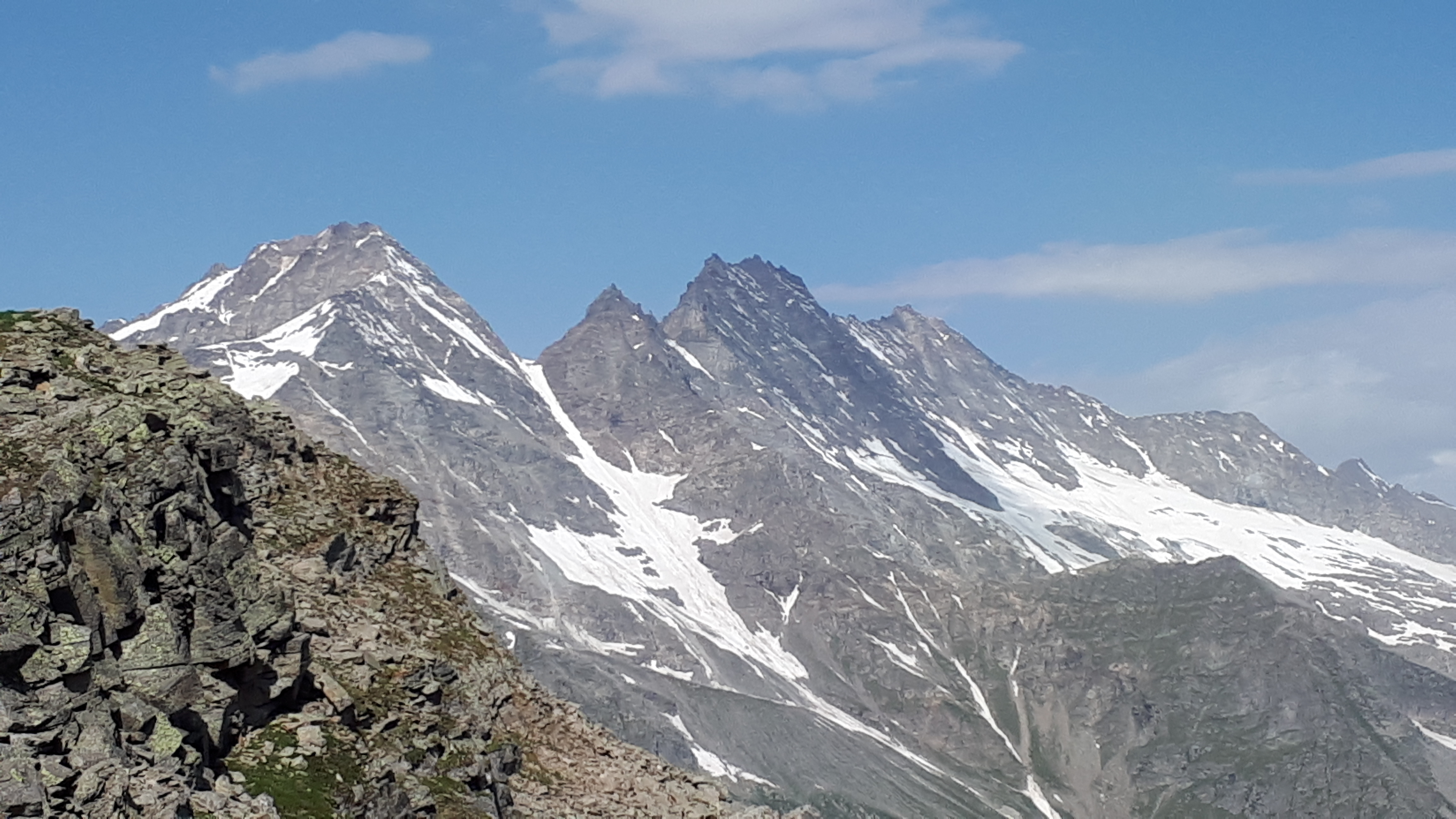
Le Levanne viste dal colle della Crocetta. Nell'ordine si vedono: la Levanna Orientale, la Levannetta, la Levanna Centrale e la Levanna Occidentale.

Dal versante italiano il gruppo domina la testata della Val grande di Lanzo e della Valle dell'Orco; dal versante francese le Levanne sovrastano la valle dell'Arc.
È costituito principalmente da tre vette:
- Levanna Orientale - 3.555 m
- Levanna Centrale - 3.619 m[1]
- Levanna Occidentale - 3.593 m

Le tre vette sono tutte disposte lungo la linea di confine tra l'Italia e la Francia. La Levanna Centrale si trova tra le altre due; quella occidentale è collocata a nord-ovest rispetto alla centrale mentre quella orientale a sud-est.
Tra la Levanna Orientale e la Levanna Centrale si inseriscono il Colle Perduto (3.290 m) e la Levannetta (3.439 m).

## Salita alle vette
La Levanna occidentale fu salita per la prima volta nel 1857 dall'ing. Antonio Tonini.
La Levanna centrale fu salita per la prima volta il 17 agosto 1875 da A. Gramaglia e L. Vaccarone.

## Rifugi
Per facilitare l'accesso al gruppo e per permettere l'escursionismo d'alta quota intorno al gruppo sorgono alcuni rifugi alpini:
- Rifugio Vittorio Raffaele Leonesi - 2.909 m
- Refuge du Carro - 2.760 m
- Rifugio des Evettes - 2.590 m
- Rifugio Paolo Daviso - 2.280 m
- Rifugio Guglielmo Jervis - 2.250 m

## Note

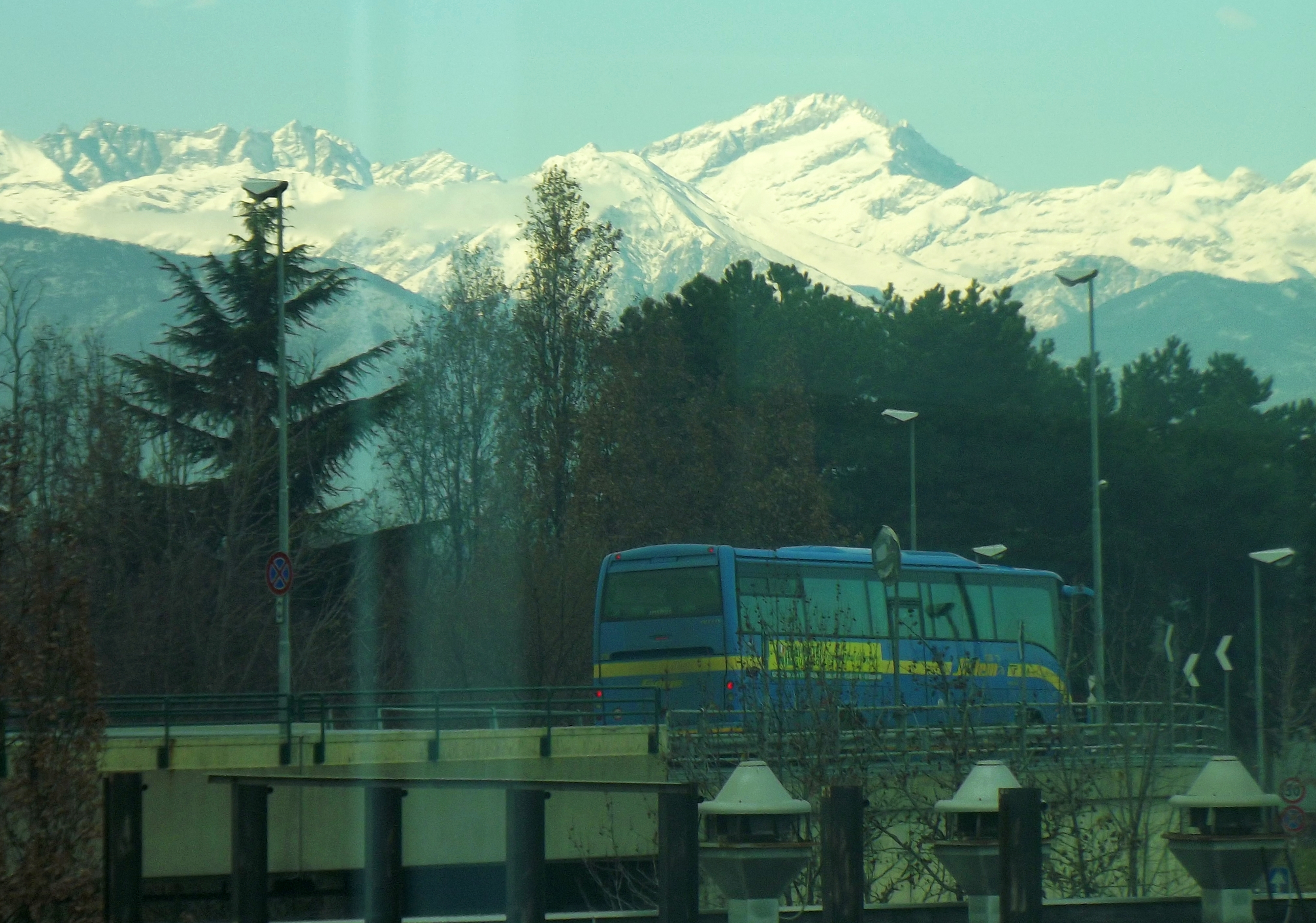
Le Levanne viste dall'aeroporto di Caselle